# I ragazzi vincenti
I ragazzi vincenti (The Sandlot) è un film del 1993 diretto da David Mickey Evans. Teen movie, fu seguito da Il ritorno dei ragazzi vincenti, sempre diretto da David Evans. Nel 2007 è stato realizzato un ultimo capitolo, uscito per home video, dal titolo Le avventure dei ragazzi vincenti. Rimasto abbastanza anonimo fuori dagli Stati Uniti dove, al contrario, con gli anni è diventato un film cult.

## Trama
Nell'estate del 1962, Scotty Smalls, intelligente e riservato ragazzino di dieci anni, si trasferisce con i suoi genitori nella San Fernando Valley, dove ha difficoltà a fare amicizia. Cerca di fare amicizia con un gruppo di ragazzi che giocano quotidianamente a baseball in un campetto locale, ma è imbarazzato dalla sua incapacità di prendere o lanciare la palla. Un tentativo di imparare a giocare a palla con il suo patrigno, Bill, gli causa un occhio nero. Tuttavia, è invitato a unirsi alla squadra dal loro leader e miglior giocatore, Benny Rodriguez, che lo allena. Quando il ricevitore Hamilton "Ham" Porter batte un fuoricampo, e la palla finisce in un cortile, Scotty tenta di recuperarla, ma viene fermato dagli altri ragazzi, che gli spiegano come in quel cortile abiti la "Bestia", un mastino inglese che, secondo i ragazzi, è lì imprigionato poiché le sue titaniche dimensioni sono superate solo dalla sua ferocia. Molte palle da baseball, colpite nel cortile nel corso degli anni, sono state tutte rivendicate dalla Bestia, che è incatenata dal suo proprietario, il signor Mertle: un misterioso individuo che non esce mai di casa e che, sempre secondo i ragazzi, è l'unico a poter domare la Bestia, ma solo perché ancora più cattivo e feroce. Per questa ragione è un tabù l'idea di recuperare o, persino, chiedere indietro le palle finite nel giardino.
Un giorno particolarmente caldo, i ragazzi visitano la piscina della comunità. Michael "Squints" Palledorous ha una cotta per la bagnina Wendy Peffercorn e finge di affogare per subire da lei la rianimazione bocca a bocca. La squadra, per questo, viene bandita dalla piscina, ma la reputazione di Squints aumenta. Il 4 luglio la squadra gioca una partita notturna alla luce dei fuochi d'artificio e Scotty osserva che, sebbene per il resto di loro il baseball sia solo un gioco, per Benny invece è una vera passione. Più avanti, vengono sfidati a giocare contro una squadra rivale della Little League, che sconfiggono facilmente. Per festeggiare, visitano una fiera dove provano a masticare tabacco e fare un giro su un Gavitron, finendo per vomitare su se stessi e sugli altri.
Un giorno, Benny colpisce l'ultima palla rimasta così forte da romperla. Con Bill in trasferta, Scotty prende in prestito una palla da baseball dalla sua sala dei trofei, autografata dal leggendario giocatore Babe Ruth. Ignorando la storia del baseball, Scotty non conosce il valore della palla e, quando riesce finalmente a battere il proprio fuoricampo, la fa finire proprio nel cortile della Bestia. Quando gli altri ragazzi vengono a conoscenza dell'autografo, raccontano a Scotty il suo valore e compiono diversi tentativi di recuperarla, ma falliscono ogni volta. Preso dalla smania di recuperare il prezioso cimelio, Benny ha un sogno in cui lo spirito di Babe Ruth gli consiglia di recuperare la palla da solo, spiegandogli che quello sarà il momento che darà inizio alla sua leggenda.
Benny quindi affronta la Bestia, che a sua volta rompe la propria catena e scavalca la recinzione, dando inizio a un inseguimento per la città che termina quando i due tornano indietro verso il campetto. Inseguendo Benny nel cortile del proprio padrone, la Bestia si scontra con il recinto, restando intrappolato dalle macerie. Impietositi, Scotty e Benny lo liberano e il cane, incredibilmente, mostra gratitudine facendo loro le feste e poi conducendoli alla propria scorta di palle da baseball. Purtroppo, tra esse c'è anche la palla autografata, tutta masticata e rovinata.
Le sorprese continuano quando, proprio in quel momento, dalla casa esce il signor Mertle, che così come il proprio cane, si rivela completamente diverso da come i ragazzi credevano: è un uomo gentile e amichevole che, dopo aver sentito la storia dei ragazzi, regala a Scotty la propria palla autografata, su cui non c'è solo la firma di Babe Ruth, ma anche quella di Lou Gehrig e di tutti gli altri componenti dei New York Yankees del 1927, la più forte squadra di baseball di tutti i tempi. L'uomo in gioventù è stato, infatti, un giocatore di baseball professionista, nonché amico di Babe Ruth, ma purtroppo rimase cieco a causa di una palla vagante. In cambio del preziosissimo cimelio, il signor Mertle fa promettere ai ragazzi di venire a casa sua una volta la settimana a parlare di baseball.
Avendo però rubato e rovinato la sua amata palla, Bill mette comunque Scotty in punizione, ma solo per una settimana e, grazie alla nuova palla autografata, da quel momento la relazione tra i due migliora. La squadra, invece, continua a giocare nel campetto, ma con la Bestia - il cui vero nome è Hercules - in qualità di mascotte.
Nei successivi anni, le strade dei ragazzi si separano. L'impresa di Benny con la Bestia gli fa guadagnare il soprannome di "Jet" e, da adulto, il ragazzo riesce a diventare un giocatore professionista, membro Los Angeles Dodgers. Scotty, invece, diventa un commentatore sportivo e, nel finale, commenta una partita contro i San Francisco Giants in cui Benny riesce a rubare casa base, permettendo così alla sua squadra di vincere il campionato. Celebrando la vittoria, i due amici si scambiano il pollice in alto, come quando erano ragazzi, in quel campetto dietro al giardino del signor Mertle e della Bestia Hercules.